# Eugeni Gassull i Duro
Eugeni Gassull i Duró (Reus, 1936 - Barcelona, 2013) va ser músic i enginyer químic
Als 10 anys ingressà a l'Escolania de Montserrat on aprengué música, violí i cant. Al sortir de l'escolania dirigí el Cor d'Antics Escolans i va fer concerts per tot Catalunya. Va ser deixeble de Cristòfor Taltabull. Estudià enginyeria química a l'Institut Químic de Sarrià, entitat de la que en fou professor. Presidí també l'Associació de Químics de l'IQS. Compaginà les feines professionals amb la música, i dirigí el Cor de Cambra de Barcelona, catalogà i anotà diverses col·leccions musicals, com la Col·lecció Martorell - Solanic, a la Universitat de Barcelona. Va tenir relació amb la Universitat de Lleida, que li publicà el 2011 Guia per a l'elaboració de plans estratègics a la Universitat, feta en col·laboració amb Joan Assens.